# Huntza
Huntza és un grup de música folk-rock en llengua basca creat l'any 2014 a Bilbao quan sis joves de la zona de Guipúscoa és van conèixer a la universitat. La paraula «huntza», en basc, significa 'heura'. El grup ha publicat dos treballs, Ertzetatik (2016) i Xilema (2018).

## Història
Huntza es va crear als carrers de Bilbao l'any 2014. Les components es van anar coneixent gràcies als trikipoteos i l'elektrotxaranga de la universitat, i van començar a fer trobades de tant en tant amb la idea de passar-s'ho bé. Amb el pas del temps, el grup va anar agafant forma, van començar a compondre cançons, cadascuna aportant les seves experiències. El nom del grup el va proposar el guitarrista del grup, quan els van demanar el nom de la banda abans de fer el seu primer concert.
El grup, abans de la manifestació del 8 de març de 2016, va publicar la cançó «Harro Gaude» tot fent un homenatge a les primeres dones que van pujar dalt d'un escenari. Aquesta cançó els va obrir les portes a posteriors concerts i aparicions en públic. El novembre del mateix any van publicar el videoclip d'«Aldapan Gora», que va tenir un gran èxit. Tot i que la cançó es basa en un compàs 2/4, composició habitual per a trikitixa, compta amb una influència evident del pop-rock. Posteriorment van treure el disc Ertzetatik a la fira de Durango i va ser un dels més venuts de la fira; el disc es va gravar i mesclar als estudis de gravació Higain d'Haritz Harreguy.
El 2017 van publicar Lumak, amb només dues cançons, i els beneficis es van donar a l'Associació de Pares de Nens d'Oncològics de Guipúscoa (Aspanogi). El 2018 van publicar el disc Xilema després d'haver-ne tret el single «Lasai lasai», el qual va aparèixer al programa de ràdio DIDA d'EITB Gaztea i el videoclip es va llançar al canal de televisió principal.

## Components
- Josune Arakistain (Lastur, Deba): trikitixa i veu.
- Uxue Amonarriz Zubiondo (Hernani): pandereta i veu.
- Aitor Huizi Izagirre (Hernani): violí elèctric. En el disc Ertzetatik també viola i en directe també veu.
- Aitzol Eskisabel Ruiz (Ataun): guitarra elèctrica i acústica.
- Inhar Eskisabel Ruiz (Ataun): baix elèctric. En el disc Xilema també cors.
- Peru Altube Kazalis (Arrasate): bateria. En el disc Ertzetatik també veu.

## Obra

### Discografia
| • Ertzetatik (2016) |
| --- |
| (Mauka Musikagintza) 1. Iñundik iñoare 2. Kalabazak 3. Aldapan gora 4. Ipuinetan 5. Zarako apretak 6. Herri Unibertsitatea 7. Hautsetatik 8. Gauerdiko biolinak 9. Gaztetxeak bizirik 10. Harro gaude 11. Beste bat 12. Parent(h)esiak |

| • Xilema (2018) |
| --- |
| (Mauka Musikagintza) 1. Deabruak gara 2. Lasai, lasai 3. Zelatari 4. Promesetan 5. Imajina 6. Buruz behera 7. Olatu bat 8. Arin arina? 9. Ilusioz bete |

| • Ezin ezer espero (2021) |
| --- |
| (Mauka Musikagintza) 1. Odoletan 2. 17:21 3. Izan nahi dut 4. Haizeak 5. Poema nekatu bat 6. Punta punte bi 7. Damutu asko 8. Agur itaka |

### Senzills
- Lumak (2017, Mauka Musikagintza), comprès per «Elurretan» i «Zer izan» (amb Mafalda i Tremenda Jauría)
- «Ohorea» (2020, amb Roba Estesa)
- «Haizeak» (2021, amb Doctor Prats)
- «Si vols» (2021, amb Lildami i KICKBOMBO)